# Internationella matematikerkongressen 2006
Internationella matematikerkongressen 2006 var den tjugofemte Internationella matematikerkongressen som hölls i Madrid, Spanien från 22 augusti till 30 augusti 2006.
Carl Friedrich Gauss-priset delades ut första gången vid 2006 års Internationella matematikerkongress, efter tillkännagivandet av priset den 30 april 2002 för att hedra 225-årsdagen av Carl Friedrich Gauss födelse.
Den officiella logotypen för International Mathematical Union presenterades den 22 augusti 2006 vid kongressens öppningsceremoni. Han vann en internationell tävling som utlystes av 2004.
Den 19 december 2016 firades tioårsdagen av Internationella matematikerkongressen 2006. Evenemanget hölls i högkvarteret för Royal Academy of Exact, Physical and Natural Sciences, i Madrid, ledd av José Elguero Bertolini, och med assistans av statssekreteraren för forskning, Carmen Vela, 2006 års utbildningsminister, Mercedes Cabrera, och sekreteraren för International Mathematical Union, Helge Holden. Vid bordet var också Francisco Marcellán, ordförande för Royal Spanish Mathematical Society och den spanska matematikkommittén, medlem av Institutet för matematiska vetenskaper och generalsekreterare för vetenskap och teknik.

## Plats
Internationella matematikerkongressen 2006 hölls på Madridmässan i Madrid. Det var första gången som kongressen hölls i Spanien.
Under Madrid-kongressen arresterade kommunpolisen två gäng falska poliser som hade rånat minst fem matematiker.
Under kongressen gjordes en presentation av Estalmat-projektet. Estalmat är ett projekt från Royal Spanish Academy of Sciences som förbereder unga talanger inom matematik i Spanien. Utställningen ägde rum den 28 augusti 2006 på eftermiddagen.

## Generalförsamling
Från 19 till 20 augusti 2006 hölls International Mathematical Unions generalförsamling i Santiago de Compostela, Spanien.[16][17] Det var efter att ha presenterat sig som värdstad för församlingen.[18]
Vid generalförsamlingen blev Manuel de León den första spanske matematikern i styrelsen för International Mathematical Union.[19][20]
Generalförsamlingen valde den nya presidenten för International Mathematical Union, László Lovász, och presidenten för nästa kongress, och valde Hyderabad, Indien.[21]

## Mediatrakasserier
En av de aspekter som väckte mest uppmärksamhet var pressens roll i kongressen. Efter att ha blivit tillfrågad Wendelin Werner om sitt arbete, svarade han:
Människorna som är här har ägnat mycket studietid för att uppnå de resultat som vi har fått pris för; vi har inte haft mycket tid att tänka på vad allmänheten är intresserad av. Det var slutet på ansträngningen och ett avslöjande ögonblick om möjligheten att popularisera en så ren vetenskap som matematik.

## Utmärkelser
Kungen av Spanien, Juan Carlos I, deltog i det inledande evenemanget och tilldelade Fields-medaljen till matematikerna Andrei Okunkov, Grigorij Perelman, Terence Tao och Wendelin Werner.
Perelmán, tilldelad för att lösa Poincarés förmodan 2002, ett av Millenniumproblemen vid Clay Institute of Mathematics, tackade nej till medaljen. Tilldelningen av medaljen till Perelmán planerades långt före kongressen.